# NGC 827
NGC 827 é uma galáxia espiral (Sbc) localizada na direcção da constelação de Cetus. Possui uma declinação de +07° 58' 18" e uma ascensão recta de 2 horas, 8 minutos e 56,3 segundos.
A galáxia NGC 827 foi descoberta em 7 de Novembro de 1784 por William Herschel.